# Solidaritat per la Independència
|  | Aquest article tracta sobre el partit polític de 2010. Vegeu-ne altres significats a «Solidaritat Catalana (desambiguació)». |

Vegeu Solidaritat Catalana per la Independència.